# خطوط افق (مجموعه تلویزیونی)
خطوط افق (به انگلیسی: Skylines) یک سریال درام تلویزیونی تحت وب آلمانی است که توسط دنیس شنز ساخته شده‌است. از بازیگران این مجموعه می‌توان به پری باومیستر، موراتان موسلو، شاهین اریلماز و ادین حسنوویچ اشاره کرد. داستان سریال در مورد جین (ادین حسنوویچ)، تهیه‌کننده هیپ هاپ ساکن فرانکفورت آلمان است. او آثارش را با نام خطوط افق رکورد (اسکی لاین رکورد)، پخش می‌کند. چندی بعد او متوجه می‌شود وارد جایی شده‌است که در آن موسیقی و جرم‌های سازمان یافته بهم گره خورده‌اند.
فصل اول این مجموعه در تاریخ ۲۷ سپتامبر ۲۰۱۹ در نتفلیکس منتشر شد.

## بازیگران
- ادین حسنوویچ در نقش جین
- موراتان موسلو در نقش کلیفا
- پری باومیستر در نقش سارا
- آنا هرمان در نقش لیلی
- شاهین اریلماز در نقش سمیر
- ریچی مولر در نقش ریموند
- اردال یلدیز در نقش آردان
- لیزا ماریا پوتتوف در نقش سلین
- اسلاوکو پوپادیچ در تقش دژان
- کارول شولر در نقش زیلان
- داستین شنز در نقش مانوئل
- ژیجون دمیروف در نقش پزو
- کارلو لیوبک در نقش میرو
- ساسچا ناتان در تقش هوکی